# Benzonitril
Benzonitril ist eine farblose, brennbare Flüssigkeit, die bittermandelartig riecht. 
Das Molekül besteht aus einem sechsgliedrigen, aromatischen Ring, an den eine Nitrilgruppe gebunden ist. Es wird als chemischer Ausgangsstoff für Synthesen oder auch sehr selten als Lösungsmittel eingesetzt.

## Geschichte
Benzonitril wurde erstmals 1832 von Justus von Liebig und Friedrich Wöhler durch Schmelzen von Benzamid mit Bariumhydroxid hergestellt. Diese gaben der Substanz allerdings keinen Namen, sondern bezeichneten es nur als "ölartigen Körper mit süßlich aromatischem Geruch". 1844 stellte es Hermann Fehling durch die thermische Zersetzung von Ammoniumbenzoat her und nannte auch den Namen, weswegen man später davon ausging, er wäre der erste Chemiker gewesen, der es herstellte.

## Darstellung und Gewinnung
Die Verbindung kann durch die Umsetzung des Natriumsalzes der Benzolsulfonsäure mit Natriumcyanid gewonnen werden. Die technische Herstellung erfolgt durch eine katalytische Ammonoxidation von Toluol.

## Eigenschaften

### Physikalische Eigenschaften
Benzonitril ist eine farblose Flüssigkeit, die unter Normaldruck bei 191 °C siedet. Die Verdampfungswärme beträgt 49,1 kJ·mol−1. Die Dampfdruckfunktion ergibt sich nach Antoine entsprechend log10(P) = A−(B/(T+C)) (P in bar, T in K) mit A = 4,85401, B = 2110,572 und C = −28,331 im Temperaturbereich von 301 bis 463 K. Die Wärmekapazität beträgt bei 25 °C 166,52 J·mol−1·K−1 bzw. 1,61  J·g−1·K−1.

### Chemische Eigenschaften
Durch katalytische Hydrierung (Reduktion) von Benzonitril entsteht das Benzylamin. Versetzt man Benzonitril allerdings mit starken wässrigen Säuren oder Basen, so hydrolysiert es über Benzamid zu Benzoesäure und Ammoniak.

### Sicherheitstechnische Kenngrößen
Benzonitril bildet bei erhöhter Temperatur entzündliche Dampf-Luft-Gemische. Die Verbindung hat einen Flammpunkt bei 67 °C. Der Explosionsbereich liegt zwischen 0,9 Vol.‑% (38 g/m3) als untere Explosionsgrenze (UEG) und 12 Vol.‑% (510 g/m3) als obere Explosionsgrenze (OEG). Der untere Explosionspunkt beträgt 65 °C. Die Grenzspaltweite wurde mit 0,98 mm bestimmt. Es resultiert damit eine Zuordnung in die Explosionsgruppe IIA. Die Zündtemperatur beträgt 615 °C. Der Stoff fällt somit in die Temperaturklasse T1.

## Verwendung
Die Verbindung dient zur Herstellung von Benzoguanaminharzen, Tensiden, Gummichemikalien, Heil- und Desinfektionsmitteln sowie Farbstoffen. Es kann als stark polares Lösungsmittel für Polymere, wasserfreie anorganische Salze sowie metallorganischer Verbindungen eingesetzt werden. Weiterhin kann es als Extraktionsmittel verwendet werden.

## Sicherheitshinweise
Die Flüssigkeit und die Dämpfe sind giftig. Bei Kontakt mit der Verbindung erfolgt eine Reizung der Augen und der Haut. Es kann eine Aufnahme über die Haut erfolgen. Beim Verbrennen können blausäurehaltige Gase entstehen.